# ويليام نوكس (سياسي)
ويليام نوكس (بالإنجليزية: William Knox)‏ هو سياسي أسترالي، ولد في 25 أبريل 1850 في أستراليا، وتوفي في 25 أغسطس 1913 في المملكة المتحدة. حزبياً، نشط في حزب التجارة الحرة. وقد انتخب عضو المجلس التشريعي الفيكتوري وانتخب عضو مجلس النواب الأسترالي عن دائرة كويونغ ‏ (29 مارس 1901 – 26 يوليو 1910).